# Afrogecko
Afrogecko är ett släkte av ödlor. Afrogecko ingår i familjen geckoödlor.
Arterna förekommer ursprunglig i södra Afrika och de har introducerats på öar i södra Atlanten. De är små och väger upp till 3,3 g. Typisk är bladformiga skivor på fingertopparna. Afrogecko porphyreus hittas ofta på trädstammar och murar. Exemplaren har hela tiden samma kroppsfärg och det finns förutom könsorganen inga skillnader mellan hannar och honor. Släktets medlemmar vistas vanligen i låglandet och de söker ofta människornas närhet. Ibland lägger flera honor sina ägg i ett gemensamt näste.
Arter enligt Catalogue of Life:
- Afrogecko ansorgii
- Afrogecko porphyreus
- Afrogecko swartbergensis

IUCN flyttar Afrogecko swartbergensis till släktet Ramigekko och listar de andra arterna som livskraftiga (LC).